# Port-aux-Français
Port-aux-Français – stała francuska stacja naukowa i techniczna położona na Wyspach Kerguelena, wchodzących w skład Francuskich Terytoriów Południowych i Antarktycznych. Położona nad Zatoką Morbihan na największej wyspie archipelagu – Wyspie Kerguelena. Została założona w 1950.
W okresie zimowym w Port-aux-Français pracuje 45 osób, a w okresie letnim liczba pracowników może osiągnąć 120 osób.

## Historia
Lokalizacja Port-aux-Français została wybrana ze względu na to, że brzegi zatoki tworzą osłonę od otwartego oceanu. Brano pod uwagę także możliwość zbudowania pasa startowego dla samolotów, którego budowa nigdy nie została rozpoczęta.
W latach 1955–1957 przy użyciu australijskiego sprzętu zbudowano pierwszą fabrykę na wyspie. 16 grudnia 1957 młody przedsiębiorca, który zainicjował projekt budowy fabryki Marc Péchenart zawarł pierwszy na Wyspach Kerguelena związek małżeński z Martine Raulin.
Fabryka została zamknięta w 1960. W 2005 sprzęt został przetransportowany na Reunion.

## Organizacja osady
Port-aux-Français posiada port morski, w którym rozładowywane są dostawy dla wyspy. W skład stacji wchodzą laboratoria naukowe (biologiczne i geofizyczne), stacja meteorologiczna oraz instalacje telekomunikacji satelitarnej. Ponadto znajduje się tu mały szpital.
W Port-aux-Français w drugiej połowie XX wieku został zbudowany kościół rzymskokatolicki – Notre-Dame des Vents.

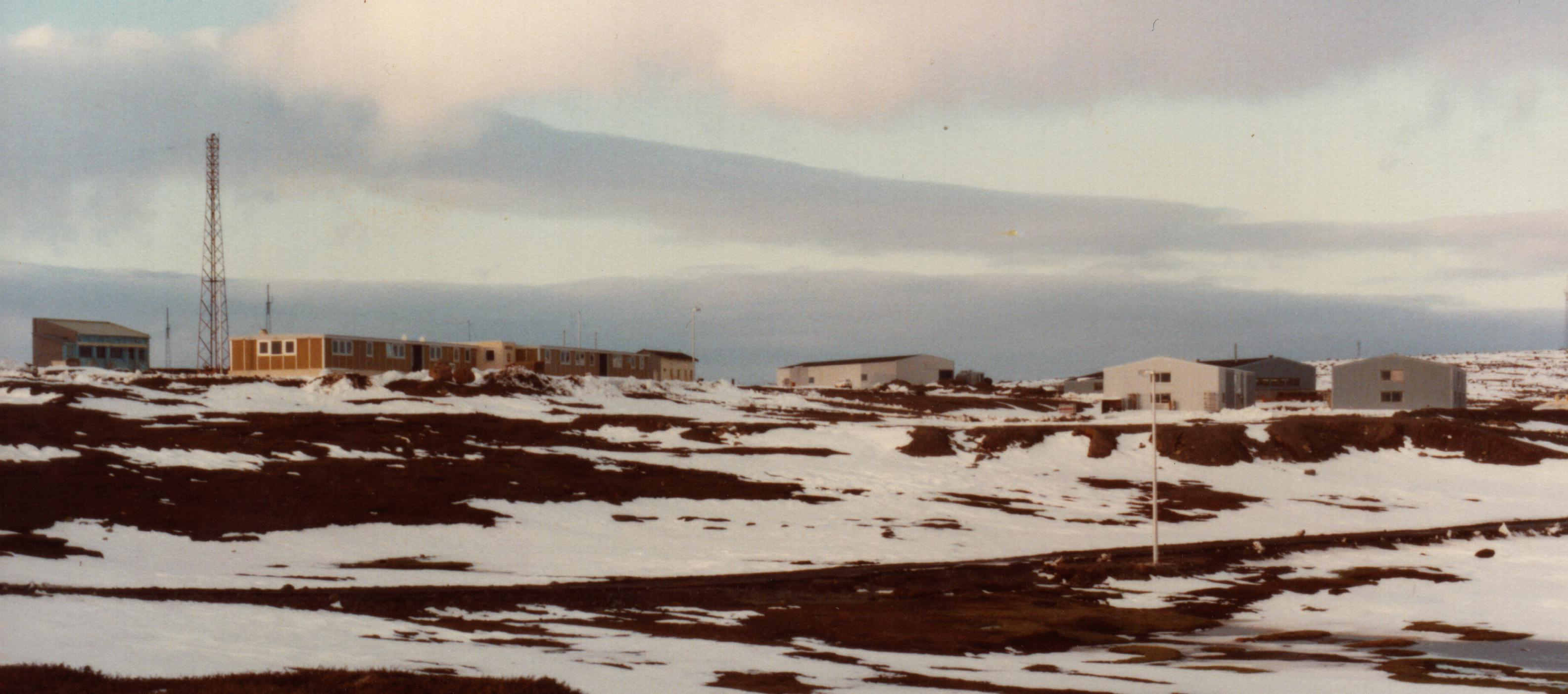
Panorama Port-aux-Français w 1983
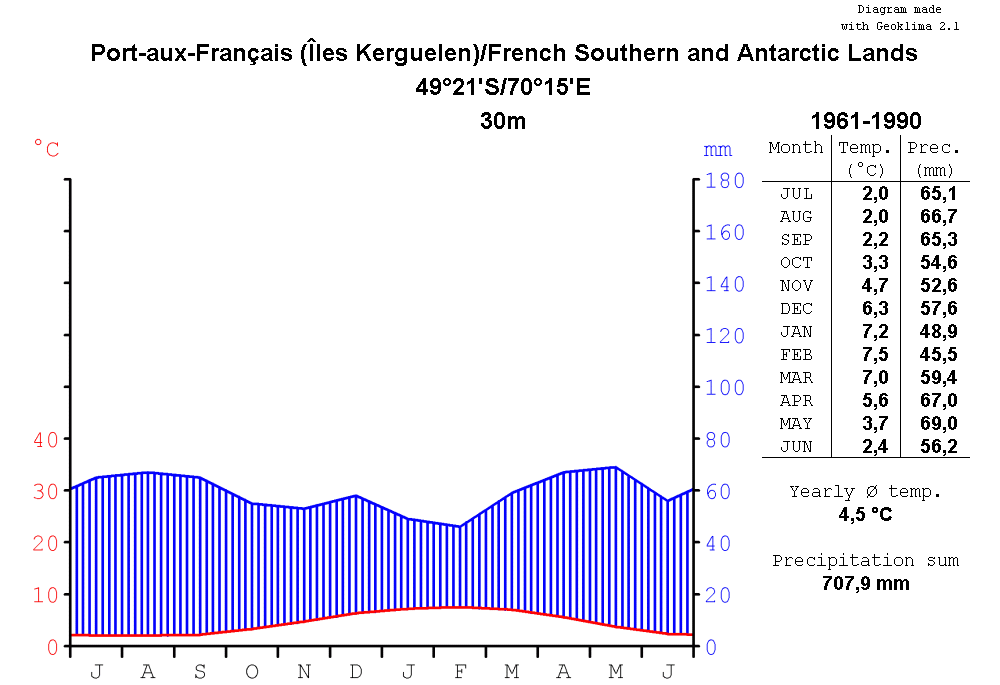
Klimat